# 福島県道262号小浜字町線
福島県道262号小浜字町線（ふくしまけんどう262ごう おばまあざまちせん）は、福島県南相馬市を通る一般県道である。

## 路線概要
- 起点：南相馬市原町区小浜字西内
- 終点：南相馬市原町区本町一丁目
- 総延長：9.808km[1]
  - 実延長：7.087km
- 路線認定年月日：1959年8月31日[2]

沿線の大甕地区から原町市街地にかけて（概ね国道6号以北）の区間は「大甕街道」の通称で呼ばれている。そのうち原町区青葉町からJR原ノ町駅にかけての583mが、都市計画道路駅前北原線として拡幅整備が行われている。

### 重用路線
- 国道6号（南相馬市原町区大甕字山岸～同市原町区北原字前谷地）
- 福島県道74号原町海老相馬線（南相馬市原町区栄町2丁目（栄町2丁目交差点）～同市原町区本町1丁目（四ツ葉交差点））

### 道路施設
大甕街道跨線橋
- 全長：195.0m
  - 主径間：35.1m
- 幅員：6.0（12.0）m
- 形式：3径間PC連続ポステン中空床版桁橋＋2径間PC単純ポステンT桁橋（計5径間）
- 竣工：2008年
- 施工：川田工業・JR東日本・常磐興産ピーシー

原町区北原字大塚に位置し、JR常磐線と付近の原町市道を渡る。上下対向2車線で供用され、上下線両側に幅員2.5mの歩道が設置されている。大甕街道踏切周辺の当路線が幅員狭小であり、踏切内で県道と市道が交差する複雑な構造で自動車のすれ違いや歩行者の通行に支障をきたしていたために、2000年度より緊急地方道整備事業として踏切の立体化が行われた。総工費は5億4300万円。旧来の大甕街道の踏切道は市道に移管された。

## 通過する自治体
- 南相馬市

## 接続・交差する道路
- 福島県道260号北泉小高線（原町区小浜字西内 起点）
- 国道6号 いわき方面（原町区大甕字山岸）
- 福島県道261号大甕磐城太田停車場線（原町区大甕字鶴蒔）
- 国道6号 相馬方面（原町区北原字前谷地）
- 福島県道74号原町海老相馬線 相馬方面（原町区栄町2丁目（栄町2丁目交差点）
- 福島県道49号原町浪江線（福島県道120号浪江鹿島線重用区間）・福島県道62号原町二本松線（原町区本町1丁目（四ツ葉交差点） 終点）

## 沿線
- 南相馬市立大甕小学校
- VIAフレスコ - フレスコキクチ東原町店を中心とする商業施設。
- JR常磐線 原ノ町駅